# Passaloecus
Passaloecus is een geslacht van vliesvleugelige insecten van de familie van de graafwespen (Crabronidae).

## Soorten
- P. australis Merisuo, 1976
- P. borealis Dahlbom, 1844
- P. brevilabris Wolf, 1958
- P. clypealis Faester, 1947
- P. corniger Shuckard, 1837
- P. eremita Kohl, 1893
- P. gracilis Curtis, 1834
- P. insignis (Vander Linden, 1829)
- P. longiceps Merisuo, 1973
- P. monilicornis Dahlbom, 1842
- P. pictus Ribaut, 1952
- P. ribauti Merisuo, 1974
- P. singularis Dahlbom, 1844
- P. turionum Dahlbom, 1844
- P. vandeli Ribaut, 1952